# Van (district)
Van (Koerdisch: Wan) is een Turks district in de provincie Van en telt 413.907 inwoners (2007). Het district heeft een oppervlakte van 1938,1 km². Hoofdplaats is Van.
In 1915 was er in Van een grote opstand door Armeniërs. Dit was de reden van de Armeense Genocide in Turkije, die het leven van meer dan 500.000 Armeniërs heeft gekost.
De bevolkingsontwikkeling van het district is weergegeven in onderstaande tabel.
| 1997    | 2000    | 2007    |
| ------- | ------- | ------- |
| 288.794 | 356.494 | 413.907 |